# 1814 en santé et médecine
| Années de la santé et de la médecine : 1811 - 1812 - 1813 - 1814 - 1815 - 1816 - 1817    |
| Décennies de la santé et de la médecine : 1780 - 1790 - 1800 - 1810 - 1820 - 1830 - 1840 |

Cet article présente les faits marquants de l'année 1814 en santé et médecine.

## Événements
- Septembre : Joseph Constantine Carpue (en) effectue la première rhinoplastie en Angleterre[1].

## Publications
- Avril : Abraham Colles publie On the Fracture of the Carpal Extremity of the Radius dans le Edinburgh Medical and Surgical Journal, décrivant ainsi la rupture osseuse connue sous le nom de fracture de Pouteau-Colles[2].

## Prix
- Médailles de la Royal Society
  - Médaille Rumford : William Charles Wells[3].

## Naissances
- 27 mai : William Guybon Atherstone (mort en 1898), médecin, botaniste et géologue britannique.
- 16 juin : Friedrich Wilhelm Hagen (mort en 1888), médecin et psychiatre bavarois[4].
- 9 août : Alexander Willem Michiel Van Hasselt (mort en 1902), médecin et naturaliste néerlandais.
- 11 août : Jeffries Wyman (mort en 1874), médecin, anthropologue et naturaliste américain.
- 4 décembre :  Jean Nicolas Demarquay (mort en 1875), chirurgien français[5].

## Décès

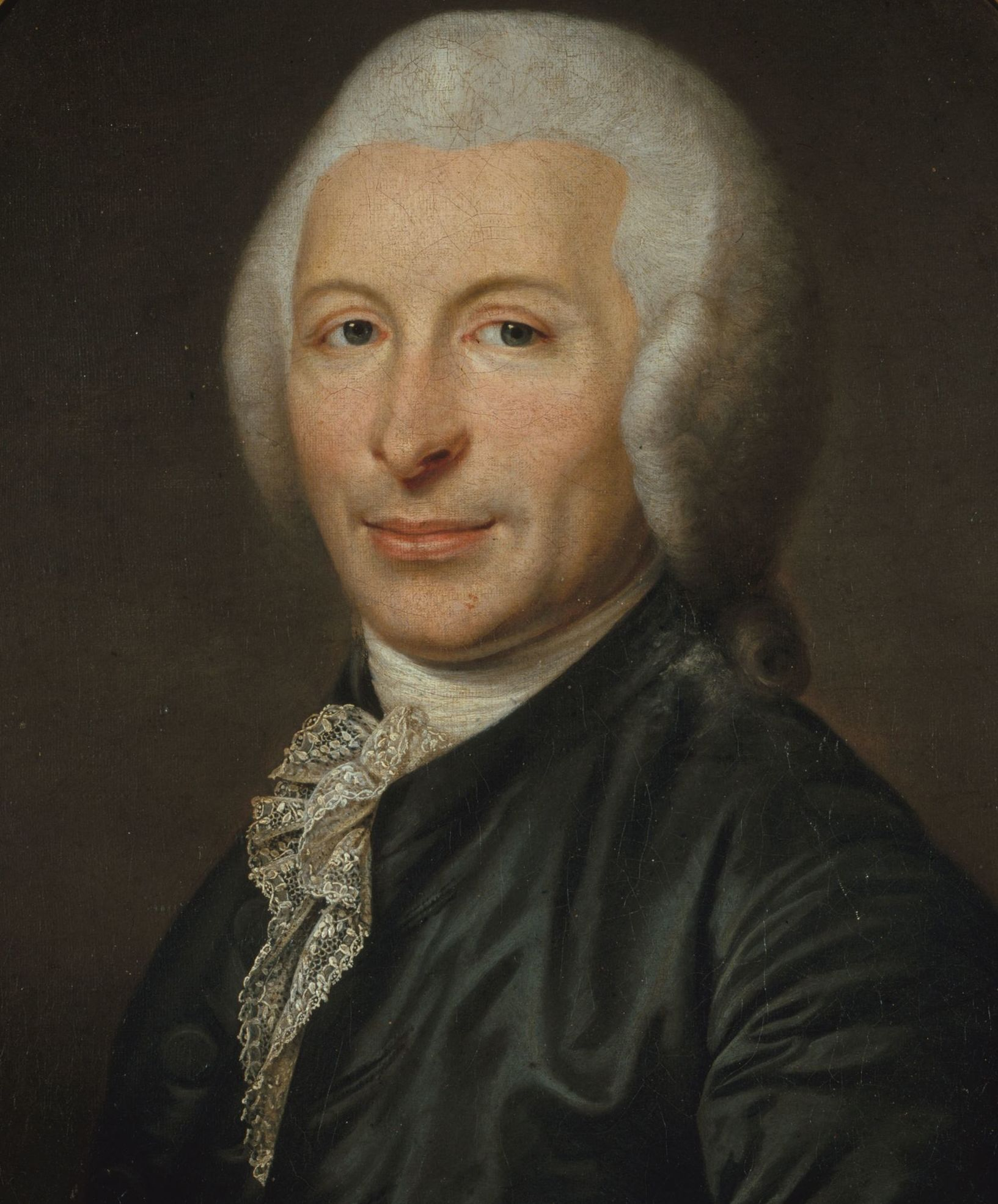
Joseph Ignace Guillotin

- 12 janvier : Wilhelm Gottfried Ploucquet (né en 1744), médecin et bibliographe allemand.
- 26 mars : Joseph Ignace Guillotin (né en 1738), médecin et homme politique français[6].
- 26 juin : Dominique Villars (né en 1745), médecin, botaniste et professeur de botanique français.
- 19 décembre : Nicolas-Pierre Gilbert (né en 1751), médecin militaire français[7].